# Ignacio Scocco
Ignacio Martín Scocco (Santa Fé, 29 de maio de 1985) é um ex-futebolista argentino que atuava como atacante.

## Carreira

### Newell's Old Boys
O programa Newell's Old Boys rapidamente pegou o rapaz, e ele era apenas de 19 anos, quando ele fez sua estréia na primeira divisão da argentina contra o San Lorenzo. Ele marcou 17 gols em 75 jogos e jogou ao lado de jogadores como Fernando Belluschi e Ortega no time campeão ganhando do Apertura 2004. Ele também marcou um gol muito importante para Newell's Old Boys contra o Boca Juniors fazendo 1 a 0 aos 37 minutos do segundo tempo. No verão de 2006 Scocco assinou com o Pumas UNAM para uma taxa de US $ 3,5 milhões, mas Scocco afirmou ao jornal «Reforma» que um dia ele voltaria para o Newell's Old Boys.
da o boca de sola
"El Tucán", era uma presença regular no Newell Old Boys, a instalação e durante o Clausura de 2006, ele marcou 9 gols em 18 jogos na temporada, mas melhor estava por vir na edição de 2006 da Libertadores, onde Newell chegou à fase eliminatória. Scocco fez 4 gols em apenas 5 partidas foram cruciais para a sua campanha. Scocco usava o número 32 na famosa camisa vermelho e preto.

### Pumas UNAM
Em 2006, juntou-se ao clube mexicano Pumas por US $ 3,5 milhões. Ele fez sua estréia contra o Jaguares de Chiapas e durante sua segunda aparição contra Veracruz, ele marcou seu primeiro gol, a partir de um tiro de meta. Scocco também marcou um hat-trick para Pumas contra o Querétaro. Scocco marcou seu último gol para o Pumas UNAM contra Veracruz, ganhando por 4 a 2. Scocco foi um dos pilares do Pumas na partida, ele foi companheiro de ataque de Esteban Solari. Scocco encerrou sua carreira no Pumas com 74 aparições e 28 gols.
Scocco reforçou o Deportivo Toluca emprestado pelo Pumas ordem por Américo Gallego nas quartas de final da Copa Libertadores de 2007.

### AEK Atenas
Scocco assinou um contrato de três anos com o AEK Atenas em 18 de junho de 2008. AEK Atenas assinou com Scocco em uma taxa de € 1,5 milhões e estará ganhando € 400,000 por ano. Em suas últimas entrevistas Scocco também afirmou que esta era uma grande oportunidade para sua carreira e que jogar na Europa era um sonho para ele. Scocco é o quarto argentino do AEK Atenas. Os outros são Sebastián Saja, Ismael Blanco e Cristian Nasuti. Durante seu tempo no AEK, Scocco foi usado principalmente como um ala direito e às vezes também como um segundo atacante que é a sua posição preferida.
Scocco atraiu varia equipes da Serie A como Fiorentina, Udinese e Genoa, devido às suas performances impressionantes na Super Liga Grega e da Liga Europa.
Scocco também marcou dois gols nos últimos minutos contra o Olympiakos em 6 de janeiro de 2010 e ganhou o jogo por 1 a 2 afastado no Estádio Karaiskakis. Esse desempenho lhe valeu o prêmio Homem do Jogo e, certamente, o seu pontapé quintal notável 40 livre, o seu segundo gol, será considerado um dos melhores gols da temporada, na semana seguinte ele marcou contra o Atromitos e, em seguida, contra o Panathinaikos. Scocco também marcou um gol fenomenal contra Panthrakikos e um excelente pontapé livre contra Panionios 1 minuto antes do final da partida, colocando o marcador 1-1.
Em 16 de agosto de 2010, marcou um gol da terceira e última no primeiro jogo AEK Europeia contra o Hajduk Split. Este foi o primeiro gol da temporada para Scocco. AEK venceu a partida por 3-1. Três dias depois Scocco marcou um de 30 jardas excelente tiro contra Asteras Tripolis. Em 17 de setembro de 2010, Scocco marcou uma greve quintal igualmente espetacular 40 contra o Aris Thessaloniki, e seguiu-se com um segundo gol de uma vitória por 4-0.
Em 25 de novembro de 2010, Scocco renovou seu contrato com o AEK para assinar um contrato de 3 anos nova que irá mantê-lo no clube até 2013. Scocco contrato é no valor de € 3.6m ganhando € 1 milhão por ano e uma cláusula buy-out no valor de € 3 milhões para equipes estrangeiras.
Em 18 de maio de 2011, Scocco marcou em um chute de 38 metros contra o PAOK Salónica, em uma derrota por 2 a 1.

### Al Ain
Em junho de 2011, Scocco assinou com o Al Ain FC por € 2,8 milhões. Na temporada 2011-12 UAE Pro-League, o Al Ain venceu o campeonato e mais tarde ele deixou Emirados Árabes Unidos não assinando contrato para lidar com o novo clube devido a razões familiares.

### Retorno a Argentina
Scocco voltou para sua terra natal, a Argentina para jogar no Newell Old Boys, sua primeira equipe profissional, junto de outras estrelas argentinas como Gabriel Heinze e Maxi Rodríguez.
O Newell's terminou em segundo no Campeonato, e entrou para Copa Libertadores da próxima temporada. Scocco desempenhou um papel importante para a sua equipe, marcando 13 gols e se tornou o artilheiro do campeonato ao lado de Facundo Ferreyra do Vélez.
Scocco também levou sua equipe a ganhar o campeonato de 2013 "Torneo Final" e pode prosseguir para a Final da Primeira Divisão da Argentina contra os vencedores de 2012 "Torneo Inicial", Vélez Sársfield, equipe que privou o Newell's do primeiro lugar.
Scocco marcou 11 gols para sua equipe e manteve sua posição como maior artilheiro do Campeonato na temporada 2013, compartilhando sua posição, desta vez com Emanuel Gigliotti de cólon.
Em 30/6 Newell perdeu por 1-0 na final do Campeonato embora dominando em toda a duração do jogo.

### Internacional
Em 20 de julho de 2013, assinou contrato com o Internacional. Após um enrolado processo com a Confederação Brasileira de Futebol, chegou ao clube por US$ 6,5 milhões, onde ganhará R$ 350 mil/mensais.
Marcou seu primeiro gol em uma partida contra o Botafogo, pelo Campeonato Brasileiro. Nesse jogo, Scocco fez dois gols, com apenas 49 segundos de diferença de um gol ao outro, entrando no Guinness Book como o jogador com a sequencia de gols mais rápida da história do futebol mundial.
Scocco voltou à marcar em um jogo contra o Salgueiro Atlético Clube, pelas oitavas de final da Copa do Brasil. O argentino fez o segundo gol da equipe e deu o passe para Diego Forlán fazer o terceiro. No dia 10 de janeiro de 2014, a direção colorada anunciou que o jogador está fora dos planos do clube, podendo ser negociado a qualquer momento. O motivo: o próprio jogador quis sair, não se adaptando ao futebol brasileiro.

### Sunderland
Em 29 de janeiro, é anunciada a transferência de Scocco para o Sunderland, da Inglaterra por £ 4 milhões.

### Volta ao Newell's
No dia 23 de julho de 2014, o Newell´s confirmou a contratação através do Twitter. Scocco também deixou uma mensagem em sua página, com a seguinte mensagem: "Gracias a dios que me dio la posibilidad de volver a casa...uno de los momentos más felices de mi carrera." Segundo a imprensa da Argentina, a transação inclui a compra de 100% dos direitos do atleta por um valor próximo a 3,6 milhões de dólares, que serão pagos em seis parcelas. O contrato será válido por cinco anos.

### River Plate
Em 28 de junho de 2017, assinou por três anos com o River Plate. Em 21 de setembro, marcou cinco gols na goleada por 8–0 sobre o Jorge Wilstermann, pelas quartas de final da Copa Libertadores, se tornando o primeiro jogador do River a marcar cinco gols em uma partida de competição continental.

### Aposentadoria
Em 12 de dezembro de 2021, anunciou a sua aposentadoria do futebol, sendo o seu último clube o Newell's Old Boys, o clube que lhe revelou.

## Seleção Argentina

### Argentina Sub-20
Scocco começou sua carreira de Juventude na Seleção em 2004, Scocco teve 12 partidas e marcou 3 gols, ele fez sua estréia contra a Colômbia em 27 de julho de 2004. Em 3 de novembro de 2004, Scocco fez sua segunda aparição contra Paraguai e marcou aos 77 minutos fazendo 2 a 0. Scocco também foi chamado para fazer parte da Copa do Mundo de 2005 Youth Championship. Scocco jogado duas partidas no torneio contra o Uzbequistão em 1 de dezembro de 2005, e contra o Mali em 4 de dezembro de 2005. Scocco também jogou ao lado de Lionel Messi e Sergio Agüero.

### Seleção Principal
Em 15 de abril de 2005, José Pekerman chamou Scocco para um amistoso contra o Chile, mas não jogou. Em 3 de junho de 2005, Scocco foi chamado para outro amistoso para a Argentina contra o Porto Rico, mas teve uma lesão no tendão e teve de sair por umas semanas e não foi incluído no jogo.
Depois de impressionar o técnico argentino Alfio Basile, Scocco foi chamado para uma partida não oficial amistoso contra a Guatemala em 6 de fevereiro de 2008, Scocco jogou 20 minutos na partida e entrou no lugar de Ezequiel Lavezzi. Scocco também foi incluído no plantel homem de 21 contra a Venezuela em 20 de agosto de 2008.

### Superclássico das Américas
Scocco fez dois gols pela Argentina na vitória por 2 a 1 contra o Brasil, na segunda partida do Superclássico das Américas. No primeiro jogo o Brasil venceu de virada por 2 a 1 no Serra Dourada em Goiânia. Scocco nas penalidades máximas converteu, mas a Argentina perdeu por 4 a 3.

## Títulos
Newell's Old Boys
- Campeonato Argentino:(2004 Apertura, 2013 Torneio Final)

AEK Atenas
- Copa da Grécia: 2010–11

Al Ain
- UAE Pro-League: 2011–12

River Plate
- Copa Argentina: 2016–17, 2018–19
- Supercopa Argentina: 2017
- Copa Libertadores da América: 2018
- Recopa Sul-Americana: 2019

## Prêmios individuais
- Melhor Jogador do campeonato grego: 2009-10
- Superclássico das Américas de 2012: 2 gols em 1 jogo

## Estilo de Jogo
Mais comumente Scocco, conhecida por sua notável capacidade dribles e ritmo, tendo os defensores pela ala e jogar de decisões para seus companheiros de equipe. Scocco geralmente gosta de cortar e atirar. Scocco também é conhecido por seus tiros fracos e tortos. O ex-Panionios goleiro Dario Krešić descrito tiros Scocco como imparável, depois de marcar três tiros de longo alcance contra ele.